# Aleks Pontvik
Aleks Pontvik (* 21. Juli 1909 in Breslau, Deutsches Reich; † 10. Oktober 1979 in Colonia Valdense, Uruguay) war ein schwedischer Musiktherapeut.

## Werk
„So wie schon vor ihm Hans Kayser im pythagoreischen Sinne an einem Zusammenhang von Universum und Tonskalen forschte, glaubte Pontvik an einen Zusammenhang zwischen der Ordnung in der Musik und dem menschlichen Geist.“ Pontvik begann 1940 mit seiner musiktherapeutischen Arbeit, die später „schwedische Musiktherapie“ genannt wurde. Er experimentierte mit klassischer Musik, vorwiegend von Johann Sebastian Bach, „und suchte nach deren heilendem Einfluss auf den Menschen“. Er „nannte seine Arbeit Psychorhythmie“. 1944 gründete er das erste musiktherapeutische Institut.
1955 beschrieb er, wie Helen Keller zu Beginn des 20. Jahrhunderts für sich entdeckte, wie der Tastsinn den Gehörsinn ersetzen kann. Er war der Tiefenpsychologie C. G. Jungs verbunden und wandte sich gegen Vorgehensweisen, Musik als ein Medikament anzusehen, dessen Wirkung sich mit statistischen Methoden messen ließe.
Vergleichbar mit Pontviks Arbeit seien Rudolf Steiners Eurythmie, Émile Jaques-Dalcrozes Eurythmik und Heinrich Jacobys Instrumentalpädagogik.
In Uruguay widmete er sich der Erforschung von Heilpflanzen und war er ab 1963 Leiter einer Versuchsstation zur Akklimatisierung von Medizinalgewächsen in Uruguay und schrieb das Vorwort zu Aleíjos Werk über die Geschichte des Grünen Tees.

## Schriften (Auswahl)
- Grundgedanken zur psychischen Heilwirkung der Musik. Rascher, Zürich 1948.
- Über heilmusikalische Psychorhythmie. Schweizerischer Musikpädagogischer Verband, Zürich 1954.
- Heilen durch Musik.  Rascher, Zürich 1955.
- Der tönende Mensch: Psychorhythmie als gehör-seelische Erziehung Rascher, Zürich 1962 (2. Auflage 1996 G. Fischer, Stuttgart).